# 타네즈미쥐
타네즈미쥐(Rattus tanezumi)는 시궁쥐속에 속하는 설치류의 일종이다. 아시아쥐 또는 아시아집쥐로도 불린다. 근연종은 곰쥐(Rattus rattus)이다. 동아시아와 남아시아, 동남아시아에 널리 분포하며, 방글라데시와 캄보디아, 중국, 코코스 제도, 피지, 인도, 인도네시아, 일본, 조선민주주의인민공화국, 대한민국, 라오스, 말레이시아, 미얀마, 네팔, 필리핀, 대만, 태국, 베트남에서 발견된다.